# Filocalia
Filocalia (in greco Φιλοκαλία, letteralmente "amore della bellezza"), abbreviazione di "Filocalia dei Padri neptici composta a partire dagli scritti dei padri santi e teofori nella quale, attraverso la sapienza di una vita fatta di ascesi e di contemplazione, l'intelletto è purificato, illuminato e portato alla perfezione" [Φιλοκαλία τῶν ἱερῶν νηπτικῶν συνερανισθεῖσα παρὰ τῶν ἁγίων καὶ θεοφόρων πατέρων ἡμῶν ἐν ἧ διὰ τῆς κατὰ τὴν πρᾶξιν καὶ θεωρίαν ἠθικῆς φιλοσοφίας ὁ νοῦς καθαίρεται, φωτίζεται καὶ τελειοῦται], è una raccolta di testi di ascetica e mistica della Chiesa cristiana ortodossa.
Fu pubblicata in greco a Venezia nel 1782 da Nicodemo l'Agiorita (cioè di Monte Athos) e Macario di Corinto. Ebbe un immenso successo nel mondo slavo grazie alla traduzione di Païsij Velyčkovs'kyj. Oltre alla Bibbia e ad alcuni testi dei primi Padri della Chiesa, la Filocalia è una delle più ammirate e feconde testimonianze a stampa della pietà cristiana ortodossa. All'assidua lettura di essa da parte dei fedeli si fa continuamente riferimento nei celebri Racconti di un pellegrino russo, in cui si dice fra l'altro: "La Sacra Scrittura è il sole abbagliante, la Filocalia lo schermo necessario per guardarla".
L'opera non deve essere confusa con l'omonima antologia di scritti origeniani compilata nel 358-359 da Basilio il Grande e Gregorio Nazianzeno.

## Alcuni testi contenuti nellaFilocalia
La Filocalia contiene brani di 36 autori sul tema della preghiera del cuore e della battaglia spirituale contro i demoni, le tentazioni e la concupiscenza interiore, nell'ambito della tradizione esicasta:
- Isaia il solitario
  - Tenere a bada l'intelletto: ventisette testi
- Evagrio Pontico
  - Raccolta di Insegnamenti sull'Ascetismo e la Tranquillità nella Vita Solitaria
  - Testi sulle Discriminazioni rispetto alle Passioni e al Pensiero
  - Estratti dai Testi sull'Accortezza
- San Giovanni Cassiano
  - Sugli otto vizi
  - A proposito dei santi padri di Sketis e del discernimento
- San Marco l'Asceta
  - Sulla legge spirituale: duecento testi
  - Su quelli che Pensano di essere Resi Giusti dalle Opere
  - Lettera a Nicola il solitario
- Sant'Esichio il prete
  - Sull'Accortezza e la Santità
- San Neilos l'Asceta
  - Discorso ascetico
- San Diadoco di Fotice
  - Sulla conoscenza spirituale e sul discernimento: cento testi
- San Giovanni di Karpathos
  - Per l'incoraggiamento dei monaci indiani che gli avevano scritto: cento testi
  - Discorso ascetico commissionatogli da quegli stessi monaci
- San Teodoro il Grande Asceta
  - Un secolo di testi spirituali
  - Theoretikon
- San Massimo il Confessore
  - Quattrocento testi sull'amore (introduzione a Elpidios il Presbitero)
  - Duecento Testi sulla Teologia e le Deroghe dell'Incarnazione del Figlio di Dio, scritti per Thalassios
  - Testi Vari su Teologia, Economia Divina, Virtù e Vizi
  - Sulla preghiera del Signore
- Thalassios il Libico
  - Sull'amore, sul dominio di sé, e sulla vita in accordo con l'intelletto (composto per Paolo il Presbitero)
- San Giovanni Damasceno
  - Sulle virtù e sui vizi
- Abba Philemon
  - Un Discorso
- San Teognosto
  - Sulla pratica delle virtù, sulla contemplazione e sul sacerdozio
- San Filoteo di Sinai
  - Quaranta testi sull'Accortezza
- Theophanis il Monaco
  - La Scala delle Grazie Divine
- San Pietro di Damasco
  - Libro I: Un Dizionario della Conoscenza Divina
  - Libro II: Ventiquattro Discorsi
- San Simeone Metafraste: Paraphrases of the Homilies of San Macario il Grande
  - I. Perfezione Spirituale
  - II. Preghiera
  - III. Sopportazione Paziente e Discriminazione
  - IV. L'Elevazione dell'Intelletto
  - V. Amore
  - VI. La Libertà dell'Intelletto
- San Simeone il nuovo Teologo
  - Sulla fede
  - 153 testi di prassi e di teologia
  - (attribuito) I tre metodi della preghiera
- Nikitas Stithatos
  - Sulla Pratica delle Virtù: Cento Testi
  - Sulla Natura Intima delle Cose e sulla Purificazione dell'Intelletto: Cento Testi
  - Sulla Conoscenza Spirituale, sull'Amore e sulla Perfezione dei Viventi: Cento Testi
- Theoliptos, Metropolita di Filadelfia
  - Sull'Opera Intima in Cristo e la Professioen Monastica
  - Testi
- San Gregorio del Sinai
  - Su Comandamenti e Dottrine, Moniti e promesse; Sul Pensiero, le Passioni e le Virtù, e anche sulla Serenità e la Preghiera: 137 Testi
  - Ulteriori Testi
  - Sui Segni della Grazia e dell'Inganno, Scritti per il Confessore Longino: Dieci Testi
  - Sulla Serenità: Quindici Testi
  - Sulla Preghiera: Sette Testi
- San Gregorio Palamas
  - Al molto reverendo Nun Xenia
  - Un Decalogo del Nuovo Testamento
  - In Difesa di coloro che Devotamente Praticano una Vita Ascetica
  - Tre Testi sulla Preghiera e la Purezza di Cuore
  - Elementi di Scienza Naturale e teologica e sulla Vita Morale ed Ascetica: 150 Testi
  - La Dichiarazione della Santa Montagna in difesa di Coloro che Devotamente praticano una vita Ascetica
- Nicoforo il Solitario
  - Metodo della preghiera e dell'attenzione sacre

## Traduzioni italiane della Filocalia
- La filocalia. Testi di ascetica e mistica della Chiesa orientale, a cura di Giovanni Vannucci, Libreria Editrice Fiorentina, Firenze, 1963 e successive edizioni.
- La Filocalia, a cura di Nicodimo Aghiorita e Macario di Corinto, traduzione, introduzione e note di M. Benedetta Artioli e M. Francesca Lovato della Comunità di Monteveglio, P. Gribaudi, Torino, 1982-1987, 4 voll.
- Piccola filocalia della preghiera del cuore, a cura di Jean Gouillard, Edizioni paoline, Milano, 1988.
- La filocalia, amore del bello, introduzione, scelta e traduzione a cura di Lisa Cremaschi, Qiqajon, Comunità di Bose, Magnano, 2006.
- Olivier Clément, Nuova filocalia : testi spirituali d'Oriente e d'Occidente, traduzione di Ornella M. Nobile Ventura, Qiqajon, Comunità di Bose, Magnano, 2010.